# 迈克·巴雷特
迈克尔·托马斯·“迈克”·巴雷特（英語：Michael Thomas "Mike" Barrett，1943年9月5日—2011年8月8日），美国男子篮球运动员。他曾代表美国获得1968年夏季奥运会篮球比赛男子金牌。他于2011年在田纳西州纳什维尔去世。